# Feldkommandostelle Hegewald

Lage der Führerhauptquartiere – Hegewald befindet sich nördlich über dem FHQ Werwolf

Feldkommandostelle Hegewald war ein Hauptquartier für den Reichsführer SS Heinrich Himmler, welches im Hegewald in der Ukraine gebaut wurde. 
Die Anlage wurde aufgrund des schnellen Vormarsches der Wehrmacht beim Angriff auf die Sowjetunion 50 km nördlich des Führerhauptquartiers Werwolf gebaut.

## Geschichte
Die Feldkommandostelle wurde neben einem ehemaligen sowjetischen Militärflugplatz errichtet. Mit dem Bau wurde im Herbst 1941 begonnen und im Sommer 1942 war es bezugsfertig. Neben dem Militärflugplatz bestand das Hauptquartier aus mehreren Kasernen, einem Kasino, einem Kommunikationszentrum, einem Konferenzsaal, mehreren Bürokasernen, einem Bunker, einer Villa für Himmler und einem Soldatenfriedhof. Die Gebäude wurde ebenfalls von Reichsaußenminister Joachim von Ribbentrop und dem Chef der Reichskanzlei, Hans Heinrich Lammers genutzt.
Die Feldkommandostelle Hegewald sollte die Feldkommandostelle Hochwald in Polen ersetzen.
Von Hegewald aus kontrollierte Himmler die deutsche Kolonisation der Ukraine. Große Bevölkerungsteile wurden deportiert und das fruchtbare Ackerland wurde von deutschen Siedlern übernommen. In dem Hauptquartier waren mehr als 100 SS-Offiziere stationiert und rund 1000 SS-Polizisten standen für die Verteidigung bereit. Zwischen Sommer 1942 und Sommer 1943 soll das Hauptquartier häufig von Himmler genutzt worden sein.
Als die Rote Armee im Sommer 1943 nach Westen vorrückte, wurde Hegewald evakuiert. Hegewald wurde im November und Dezember 1943 von SS-Truppen zerstört. Im Gebiet Hegewald errichtete Himmler im März 1943 auch eine Kolonie für etwa 10.000 „Volksdeutsche“ aus Polen und der Ukraine. Diese Kolonie war mehr oder weniger autark und ein Beispiel dafür, was Himmler in Osteuropa beabsichtigte zu gründen, nachdem die Deutschen den Zweiten Weltkrieg gewonnen hätten.
Heute ist noch ein Soldatenfriedhof sowie eine Bunkerruine erhalten.